# Момичето от влака
„Момичето от влака“ (на английски: The Girl on the Train) е американски трилър от 2016 г., режисиран от Тейт Тайлър и базиран на едноименния бестселър на Паула Хоукинс.
Филмът е с участието на Емили Блънт, Хейли Бенет и Ребека Фъргюсън в ролите на Рейчъл, Меган и Ана. Самата структура на филма е от разпилени и хаотични сцени, спомени и моменти; преплитане на реалност и въображение. Филмът следва последователността на книгата – историята е разказана от 3 гледни точки – на трите главни героини.

## Сюжет
Рейчъл е изтощена жена на средна възраст, изгубила работата и съпруга си. Живее при приятелка в скромен апартамент. Нищо в нейния живот не е в ред, съпругът ѝ Том я напуснал и живее с новата си жена Анна и бебето им. Тя се е примирила с начина си на живот и не се опитва да го промени по никакъв начин, употребява алкохол за да уплътни скучното пътуване с влак всеки ден, преструвайки се, че отива на работа. Пияна, тя често тормози бившия си съпруг по телефона и след това не си спомня нищо. Завижда на сегашния живот на Том, тъй като тя не може да има деца – именно това я подтиква към алкохола, а впоследствие това е причината Том да я напусне заради Анна. Анна е млада, много влюбена в Том и щастлива, че двамата си имат бебе – Айви. Мрази бившата съпруга на мъжа си заради скандалите, които им вдига и нежеланието ѝ да приеме, че вече не тя е женена за Том.
Влакът има няколко спирки – една от които е бившият ѝ дом, където сега Том живее с новата си жена. В близост до една от спирките се намира домът на двойка, която Рейчъл винаги наблюдава. Те изглеждат перфектната двойка – всичко, което тя е изгубила, дори ги кръщава с имената Джес и Джейсън (Меган и Скот, както са истинските им имена). Те са олицетворение на идеалния живот, който тя няма, нейните сбъднати мечти. Меган външно изглежда перфектна за Рейчъл – тя е много красива, отдадена на съпруга си. Но крие тайни, които се различават от мнението на Рейчъл за нея – тя бяга от редица проблеми в живота си, болезнена тайна от миналото – тя е била бременна като млада, но се е случил ужасен инцидент – без да иска е удавила собственото си новородено бебе. Споделя го само на личния си терапевт – Камал
Всичко се обърква, когато един ден Рейчъл вижда нещо странно в градината им. На следващия ден, след една нощ на пиянството, Рейчъл се събужда цялата кървава и ранена без никакви спомени от предната нощ, но сигурно е, че тя е направила нещо, заради което ще съжалява. Скоро научава, че Меган е изчезнала. Рейчъл е разпитана от полицията, след като Анна е казала, че я е видяла пияна да се лута около тяхната къща. Рейчъл разказва на полицията за съмненията си, че Меган е имала любовник, но те не ѝ вярват, смятат, че може да се дължи на халюцинации от алкохола и загубата на памет. Когато никой не и повярва, тя се свързва със Скот и му разказва всичко – как е видяла Меган да се целува с друг мъж на терасата им. Разбират, че това е бил Камал. Рейчъл решава да разбере повече за този терапевт и започва да посещава неговите сеанси под чужда самоличност. Тя се опитва да си спомни нощта, която ѝ се губи.
Когато намират тялото на Меган, се установява, че тя е била бременна, но детето не е нито на Скот, нито на Камал. Рейчъл започва да си спомня детайли от пагубната нощ – спомня си, че е видяла Меган да се качва в колата на Том. Разкрива се, че са имали тайна връзка. Разбрал за бременността на Меган, Том не искал да има нищо общо с нея и в момент на изблик я удушил, като скрил тялото в гората. Рейчъл отива да предупреди Анна, но в този момент Том се прибира и започват схватка, когато Рейчъл заплашва, че ще признае, че той е убиецът на Меган. Уплашена, Рейчъл го намушква с тирбушон. Анна помага на Рейчъл да се убеди, че той е починал от раната си и двете съчиняват историите си, казвайки, че е било при самозащита.

## Актьорски състав
- Емили Блънт – Рейчъл Уотсън, бивша съпруга на Том, самотна алкохоличка
- Ребека Фъргюсън – Анна Бойд, агент по недвижими имоти, съпруга на Том
- Хейли Бенет – Меган Хипуел, съпруга на Скот, съседка на Том и Анна
- Джъстин Теру – Том, бивш съпруг на Рейчъл
- Люк Евънс – Скот, съпруг на Меган
- Едгар Рамирес – доктор Камал, води сеансите на Меган
- Алисън Джени – детектив Райли, испектор
- Лиса Кудроу – Марта, бивш колега на Том
- Лора Прийпон – Кати, приятелка на Рейчъл от колежа
- Дарън Голдстийн – мъжът с костюма

## Прием
„Момичето от влака“ получава предимно положителни отзвци от критиците и публиката. През 2015 книгата се превръща в най-бързо продавания роман в историята. Романът е удостоен с наградата най-добрите книги на 2015 г. в категорията белетристика. Книгата също така спечели наградата Чойс в категория Мистерия и трилър. „Момичето от влака“ е сравняван често с „Не казвай сбогом“ на Джилиан Флин, като и двата романа използват ненадеждни разказвачи и се занимават с крайградски живот.
Филмът получава различни отзиви, като непременно сравнението с книгата го дърпа назад. Тери Шуорц дава на филма оценка 5,5 от 10: „Има талантлив актьорски състав, но в крайна сметка го пропилява в името на една куха, тромава история. Прекалено сложен и предвидим, филмът разчита твърде много на своите обрати, като същевременно предлага малко развитие на героинята по пътя ѝ.“
Емили Блънт има две номинации за изпълнението си – за наградата на Гилдията на актьорите (за главна женска роля) и за награда „Изборът на публиката“ (за любим трилър).